# Соколов Платон Петрович
Платон Петрович Соколов (4 жовтня 1863 — 24 березня 1923, Київ) — український і російський правознавець, доктор церковного законознавства, професор.

## Біографія

Могила Платона Соколова

Народився 4 жовтня 1863 року. Навчався на юридичному факультеті Петербурзького університету. Був приват-доцентом цього університету. З 1898 року — екстраординарний професор Демидовського юридичного ліцею (Ярославль). З 1901 року — у Київському університеті: магістр церковного права, екстраординарний професор кафедри церковного права; у жовтні 1908 року обраний секретарем, а 1914 року — деканом юридичного факультету, переобраний на цю посаду 1918 року. Водночас з 1907 року викладав церковне право на Вищих жіночих курсах. Був членом Київського юридичного товариства. Досліджував історію майнових правовідносин у православній церкві, судово-адміністративну діяльність церкви тощо.
Автор праць з цих питань:
- «Проект царя Феодора Олексійовича про підлеглих єпископів» (1906);
- «Руський архієрей з Візантії і право його призначення до початку XV ст.» (1913).
- «Церковномайнове право в Греко-римській імперії» (1896).

Помер 24 березня 1923 року. Похований в Києві на Лук'янівському цвинтарі (ділянка № 13-3, ряд 14, місце 1).